# 赤杉康伸
赤杉 康伸（あかすぎ やすのぶ、1975年5月5日‐）は、北海道出身、現在東京都在住のゲイ・アクティヴィスト。

## 活動
北海道札幌南高等学校卒業後、北海道大学法学部山口二郎ゼミでは政治学を専攻。大学院在学中、北海道セクシュアル・マイノリティ協会（HSA）札幌ミーティングに参加し、ゲイ・アクティビストとしての活動を開始。2001年に上京後、東京在住の立場で、出身地で開催されるレインボーマーチ札幌（セクシュアル・マイノリティのパレード）の実行委員を務めた（2001年～2003年）。その後も札幌レインボーマーチには継続的に参加している。
パートナーの石坂わたると2001年に結成した東京メトロポリタンゲイフォーラム (TMGF) で、石坂とともに現在まで共同代表を務める。TMGFでは、政党や各種選挙の立候補予定者に対してゲイに関する政策アンケート調査を実施し、その回答をホームページにて公開する活動を行なっている。赤杉と石坂のパートナーシップや活動については、ゲイ雑誌Badiや、"neofest2006" にて上映されたドキュメンタリー映画 「一緒ネ！」で紹介されている。
2003年、「同性パートナーの法的保障を考える有志ネットワーク」の共同世話人となる。同年秋には、パートナー石坂との間で同性間パートナーシップに関する公正証書を作成し、その顛末が季刊「にじ」（にじ書房）に掲載される。翌2004年7月には、土屋ゆき・筒井真樹子と共同編集・執筆を手がけた『同性パートナー』（ 社会批評社、2004年　ISBN 491611762X）が出版される。2006年4月には、同性パートナーの法的保障を考える全国リレーシンポジウムである「Rainbow Talk 2006」の東京　第2回シンポジウムにて、司会とコーディネーターを務めた。
2006年、東京レズビアン&ゲイパレード2006 (TLGP2006) 実行委員。2006年11月～2008年5月、「東京プライド・パレード」（2006年までの「東京レズビアン＆ゲイパレード」から改称）の主催団体である「東京プライド（TOKYO Pride）」の理事を務めたが、一身上の理由で辞任した。
また、オールアバウト　同性愛サイトで、2003年から2007年にかけて、性的少数者と政治に関する連載コラム「赤杉康伸のごく私的☆政治観測」「女スパイ赤杉康伸の口紅政治情報」「赤杉康伸のポリティカ探偵社」を執筆していた。

## 共著書
- 赤杉康伸・土屋ゆき・筒井真樹子編著 『同性パートナー』 社会批評社、2004年　ISBN 491611762X